# Oxford Road Show
Oxford Road Show è stato uno spettacolo periodico di musica pop andato in onda sulla BBC2, tra il 1981 e il 1985. Trasmesso dalla New Broadcasting House della BBC, a Oxford Road, Manchester, lo show ha ospitato artisti musicali, novità di musica pop e gare. In seguito è stato conosciuto come ORS 84 e ORS 85. Lo spettacolo è stato presentato su come affrontare i problemi per i giovani adulti dai giovani adulti.

## Artisti
Allo show hanno suonato molti gruppi e artisti popolari in quel periodo come i Cure, i Queen, gli Spandau Ballet, i Duran Duran, i Simple Minds, gli U2, i Marillion, i Depeche Mode e gli Smiths.

## Presentatori
Lo spettacolo ha avuto diversi presentatori tra cui Peter Powell, Jackie Spreckley, Janice Long, Timmy Mallett, Richard Witts, Rob Rohrer e Victoria Studd.
Lo spettacolo è stato poi parodiato come "Nozin 'Aroun'" nel primo episodio di The Young Ones.